# Lixophaga cinerea
Lixophaga cinerea là một loài ruồi trong họ Tachinidae.